# Městys Bílá Voda
Městys Bílá Voda (niem. Weißwasser Markt) – miasteczko, część gminy Bílá Voda, położona w kraju ołomunieckim, w powiecie Jesionik, w Czechach.